# Alpküche

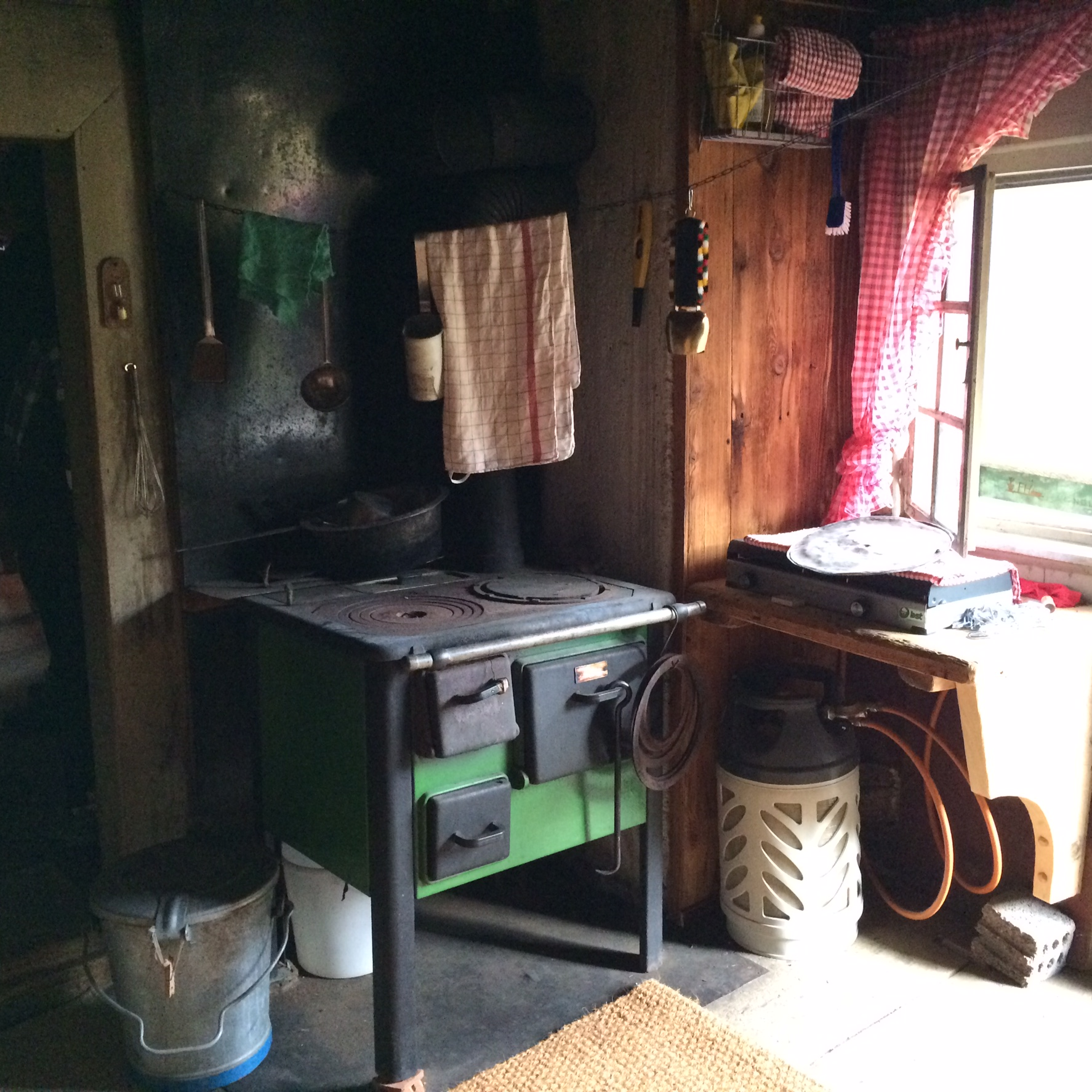
Das gleiche, fast unveränderte Interieur der Alpküche im Jahr 2016

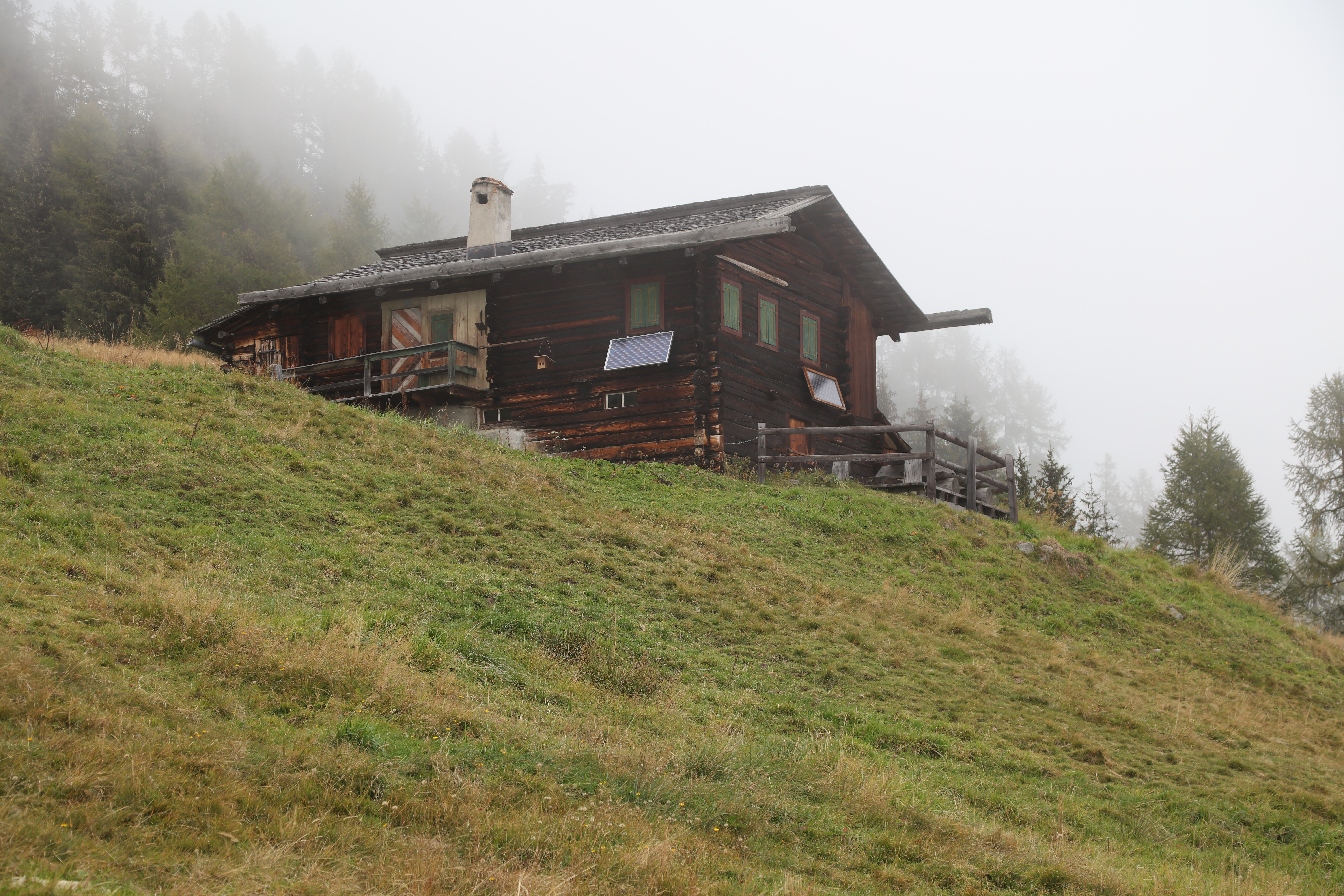
Die Alphütte von außen (2016)

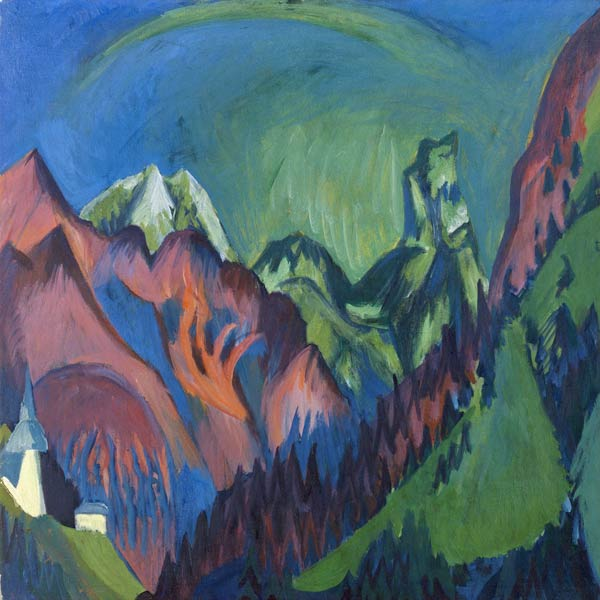
Tinzenhorn

Das Bild Alpküche von Ernst Ludwig Kirchner entstand 1918 in der Schweiz und zeigt die kleine Küche einer Berghütte auf der Stafelalp (1900 m ü. M.), oberhalb von Davos Frauenkirch, die der Künstler zeitweise bewohnte. Das Haus ist auch heute noch in einem fast originalen Zustand. Das Bild stammt aus dem Nachlass Kirchners und gehört heute der Sammlung des Museums Thyssen-Bornemisza in Madrid.

## Beschreibung
Das Bild hat ein quadratisches Format mit den Maßen 121,5 × 121,5 cm, ausgeführt ist es in der Maltechnik Öl auf Leinwand, eine kleine Signatur befindet sich unten rechts: E.L. Kirchner und auf der Rückseite steht die Bezeichnung KN-Da/Ad2. Im Werkverzeichnis von Donald E. Gordon trägt es die Nummer 518. Ausgestellt wurde es 1922 in Frankfurt/Main, 1926 in Berlin.
Kirchner betrat die von einem ansässigen Bauern gemietete kleine Berghütte das erste Mal im Frühsommer 1918. Noch fehlte viel an Einrichtung und Material, aber im Sommer desselben Jahres war ein künstlerisches Arbeiten dort möglich. Er schrieb im Juni 1918 an seinen Freund Henry van de Velde, dass „die Zimmer sehr ungewöhnlich seien, die Ritzen zwischen den Hölzern seien mit Moos ausgestopft, und es gebe einen ‚wunderschönen dickbäuchigen Herd‘ in der Küche“. Hier lebte der Künstler in den Sommern seiner ersten Davoser Jahre. Kirchner fühlte sich gesund und konnte malen. Doch bereits zu Weihnachten 1918 war er nicht mehr in der Lage, an seinen begonnenen Bildern weiterzuarbeiten, da er wieder künstlerische Probleme mit der Umsetzung seiner Fantasie hatte. In einem Brief an den Hamburger Kunstsammler Gustav Schiefler schrieb er: „Ich sehnte mich so danach, aus der reinen Phantasie Arbeiten zu machen, was man so in Träumen sieht, aber der Eindruck der Wirklichkeit ist so reich hier, dass deren Gestaltung alle Kräfte auffrisst. […] Die Landschaft ist doch auch im Winter herrlich schön, ich versuche Farbe des Schnees und die durch ihn geformte seltsame Gestalt der Menschen und Tiere.“ Unter dem Pseudonym Louis de Marsalle schrieb Kirchner 1922 im Katalog seiner Ausstellung bei Ludwig Schames in Frankfurt am Main über seine Arbeiten jener Zeit auf der Stafelalp: „Die karge und doch so intime Natur des Hochgebirges hat einen großen Einfluss auf den Maler gehabt. Sie hat seine Liebe zu den Gegenständen vertieft und gleichzeitig seine Konzeption von allen Nebensächlichkeiten gereinigt. [...] wie zärtlich ist jedes nötige Detail durchgearbeitet.“ In älteren Bilder von Innenansichten, wie beispielsweise dem Interieur von 1914 (Gordon 412), in dem eine familiäre Situation bedrohlich wirkt, herrscht in der Alpküche eine Atmosphäre der Ruhe und sommerlichen Wärme.
Der Kunsthistoriker und Spezialist für die Interieurmalerei um 1900 Felix Krämer schreibt, dass in diesem Bild, im Gegensatz zu früheren Innendarstellungen, in denen die Figuren „ihren Umraum dominieren“, es hier anders sei, denn „hier überlagert der Raum mit seinen fluchtenden Linien und der starken Leuchtkraft der Farben die Figur. […] Der Raum verliert seine schützende Funktion. […], was mit der verunsicherten Psyche des Bewohners in Verbindung zu bringen ist.“
An dem Tisch sitzt nach vorn übergebeugt eine Person, von der Roman Norbert Ketterer, Kirchners Nachlassverwalter, aber auch Felix Krämer annehmen, dass es sich um den Künstler selbst handele, wie er an einem lithografischen Stein arbeite. Der britische Kunsthistoriker Peter Vergo vermutet hingegen, dass es seine Lebensgefährtin Erna Schilling sei, die dort am Tisch sitzt.
Der Blick fällt durch die offene Tür über die Terrasse, weiterhin über die anderen Chalets der Stafelalp und erstreckt sich zum südwestlich gelegenen Tinzenhorn, das in diesem Bild den perspektivischen Fluchtpunkt bildet und bei Kirchner oft als malerisches Motiv in seinen Davoser Bildern vorkommt.

## Ausstellungen (Auswahl)
- 1922: Galerie Ludwig Schames, Frankfurt am Main
- 1926: Galerie Paul Cassirer, Berlin
- 1975: Expressionismus in der Schweiz 1905–1930. Kunstmuseum Winterthur
- 23. April bis 25. Juli 2010: Ernst Ludwig Kirchner. Die Retrospektive. Städel Museum, Frankfurt am Main[6]